# Liodesina homochromata
Liodesina homochromata là một loài bướm đêm trong họ Geometridae.